# 皮埃蒙特號列車
皮埃蒙特號列車（Module:Lang第1520行Lua错误：attempt to call method 'gsub' (a nil value)）是由美國國鐵和北卡羅來納州交通部（NCDOT）運營的區域客運列車，每天六班在羅利和夏洛特之間運行。它是卡羅萊納人號列車的姊妹列車，後者從夏洛特開往紐約市。皮埃蒙特號的路線與卡羅萊納人號的南端相同，主要與85號州際公路平行。該線路運營始於1995年5月。
與使用美鐵機車車輛的卡羅萊納人號不同，北卡羅來納州交通部擁有皮埃蒙特上使用的機車車輛，這兩種列車均來自北卡羅來納州交通部轄下的子公司——北卡列車（NC By Train）。